# When Pomegranates Howl
When Pomegranates Howl és una pel·lícula dramàtica afganesa-australiana del 2020 escrita i dirigida per la directora iraniana Granaz Moussavi. La pel·lícula va ser finançada en part a través del Festival de Cinema d'Adelaide, que es va convertir en el seu lloc d'estrena. Va ser seleccionada com a entrada australiana per al Millor Llargmetratge Internacional als Premis Oscar de 2021.

## Trama
Basada en fets reals, la pel·lícula explica la història d'Hewad, un nen de nou anys que viu als carrers de la capital de l'Afganistan, Kabul. Després de la pèrdua tant del seu pare com del seu germà, Hewad decideix crear un negoci treballant com a empenyador de carros, cosa que li agrada fer cada dia. Treballant com a tal, i carregant els carros amb mercaderies, viatja per Kabul amb l'esperança de recaptar prou diners per a la seva família. El somni d'Hewad de convertir-se en una estrella de cinema cobra vida quan es troba amb un fotògraf australià.

## Repartiment
- Arafat Faiz
- Elham Ayazi
- Andrew Quilty

## Producció i rodatge
Granaz Moussavi va començar a filmar When Pomegranates Howl a Kabul, Afganistan el 2017, després de llegir els titulars australians d'un atac de les forces armades australianes en què van morir dos nois, d'11 i 12 anys. Aquesta trista notícia va portar el director a escriure un guió sobre un nen (aleshores) de nou anys anomenat Hewad.

## Premis
| Any  | Premi                           | Categoria                    | Nominat         | Resultat  | Ref          |
| ---- | ------------------------------- | ---------------------------- | --------------- | --------- | ------------ |
| 2021 | 14ns Asia Pacific Screen Awards | Millor pel·lícula jove       | Granaz Moussavi | Nominat   | [ 7 ] [ 8 ]  |
| 2022 | X Asian Film Festival Barcelona | Millor guió (Secció Oficial) | Granaz Moussavi | Guanyador | [ 9 ] [ 10 ] |